# Olivolja

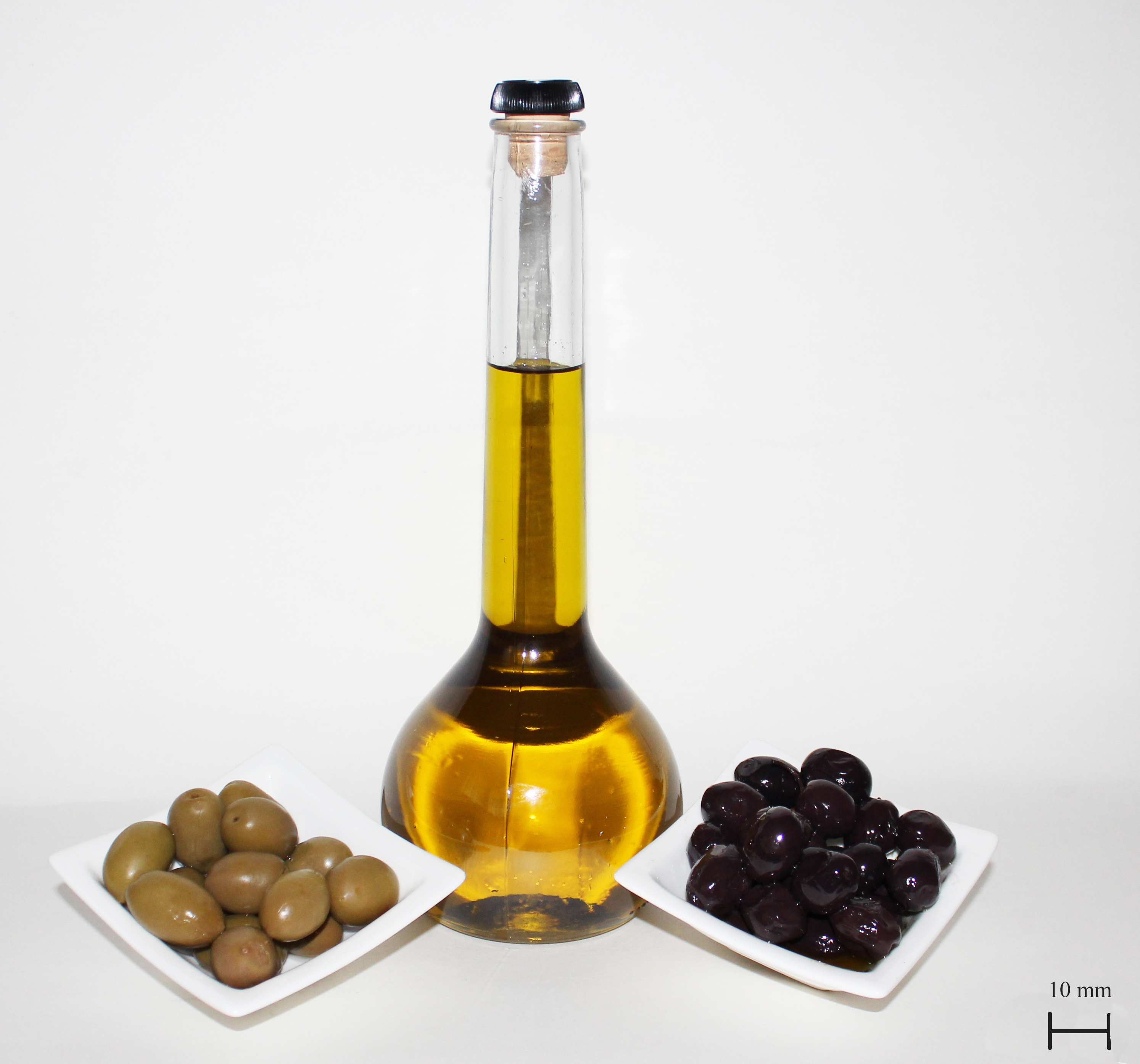
Olivolja

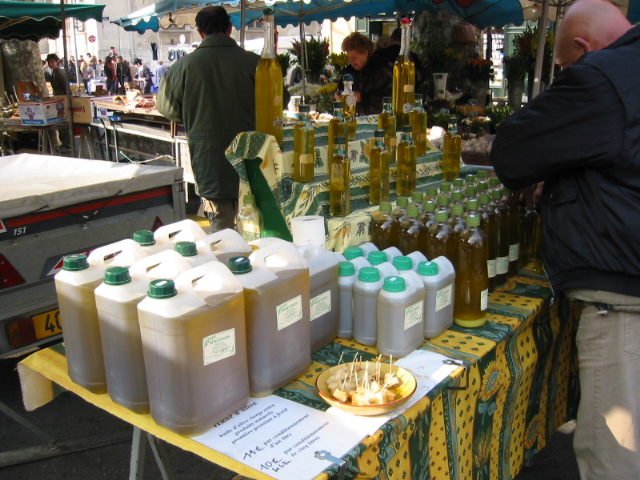
Olivolja i dunkar och flaskor.

Olivolja är en vegetabilisk olja som framställs ur frukterna från olivträdet (Olea europea). Olivolja är känd för sina hälsofördelar: en hög andel enkelomättade fettsyror, i synnerhet oljesyra, och polyfenoler, dvs. naturliga antioxidanter som finns i jungfru- och extra jungfruolja. Olivolja är även en källa till vitamin E. 
Enkelomättade fettsyror bidrar till att bibehålla en normal kolesterolnivå i blodet. Polyfenoler bidrar till att skydda blodfetter från oxidation. Vitamin E skyddar celler mot oxidativ stress. 

## Produktion
Olivträd odlas främst i länder kring Medelhavet. Spanien rankas som världens största exportör av olivolja och har mer än dubbelt så mycket yta med olivträd än Italien som är den näst största producenten. 
Den bästa kvalitetsklassen, så kallad "extra jungfruolja" (extra virgin olive oil på engelska), pressas fram av färska oliver (högst ett dygn från plockningen) vid max 27°C, så kallad kallpressning eller kallextrahering. "Jungfruolja" (virgin olive oil) är av något lägre kvalitet. Endast namnet "olivolja" (olive oil) används för olja som är neutral i smaken och tillverkas på ett mer industriellt sätt där höga temperaturer används, och passar för matlagning.
Kallpressning/kallextrahering av olivolja är en kemikaliefri och värmefri process där endast tryck används för att producera högkvalitativ olja.
Den olja som därefter återstår i fruktmassan extraheras och renas med industriella metoder, så kallad "olja av olivrestprodukter" som passar till matlagning. 
Det finns många olivsorter, till exempel:
- Arbequina
- Canino
- Casaliva
- Coratina
- Cornicabra
- Drizzar
- Dropp
- Favolosa
- Frantolo
- Hoji-blanca
- Koroneiki
- Leccino
- Manzanilla
- Moraiolo
- Ogliarola
- Peranzana

Andra faktorer som påverkar oliverna är jordmån, klimat, mognadsgrad vid skörden, kvalitet på rensningen av de nyskördade oliverna. Om frukten skadas under skörd och transport börjar den lätt jäsa, varvid syrahalten ökar och därmed kvaliteten försämras.
Det är antioxidanterna som ger pepprigheten och lite bitterhet till extra jungfruolja.
Det finns skördemaskiner för oliver, men det medför mycket rensningsarbete. Ett primitivt sätt att skörda är att breda ut presenningar på marken under trädet och sen slå med käppar bland grenarna, så att oliverna faller ner. Sedan kan de lätt fösas ihop. Detta fungerar bäst sent på skördesäsongen, då frukterna lättare lossnar från skaftet.
För att bevara frukterna hela kan producenten handplocka, men det kräver mycket arbetskraft, och produktionskostnaderna blir därefter. Det behövs ungefär 3 600 oliver (cirka 6 kg), för att man skall få 1 liter olja.

## Hållbarhet
Olivolja bevaras bäst vid mörk förvaring och sval temperatur. Förvaras oljan för varmt härsknar den, vilket är förödande för smaken. Syrahalten påverkar inte smaken, men låg syrahalt är förmånligt för hållbarheten. Oljan får inte heller förvaras alltför kallt, då grumlas den, fettet kristalliserar. Grumlingen försvinner dock om temperaturen höjs, och detta har ingen påverkan på smaken. Idealisk förvaringstemperatur är 13 °C till 25 °C; alltså inte nära spisen, och inte i kylskåp och framför allt inte i solen. I obruten förpackning är hållbarheten för de flesta oljor omkring 2 år, men vissa sorter kan hålla sig längre. Novellooljorna, däremot, har kort hållbarhetstid.

## Näringsdeklaration
| Innehåll                | Mängd per 100 gram |
| ----------------------- | ------------------ |
| Mättade fettsyror       | 13 gram            |
| Enkelomättade fettsyror | 67,7 gram          |
| Fleromättade fettsyror  | 7,6 gram           |
| N-3 (fettsyra)          | 0,6 gram           |
| N-6 (fettsyra)          | 7,1 gram           |
| E-vitamin               | 5 milligram        |

## Klassificering
Nuvarande olivoljespecifikation administreras av International Olive Council (IOC) i Madrid, Spanien. EU är en del av IOC. 
Inom EU finns följande kvalitetsklasser av olivolja till försäljning: 
- Extra jungfruolja, som är kallpressad/kallextraherad
- Jungfruolja, som är kallpressad/kallextraherad
- Olivolja, som är värmebehandlad och har en neutral smak
- Olja av olivrestprodukter (olive-pomace oil på engelska), som är värmebehandlad och har en neutral smak

Not: Pomace betyder egentligen äppelmos, men kan vara återstod efter pressning av vilka frukter, nötter eller andra frön som helst. Olive-pomace / olivrestprodukter är alltså det som återstår efter pressningen av jungfruolja.
Bomolja är en kallpressad/kallextraherad olivolja som har starka defekter och kan inte säljas direkt till konsument. Det ska renas industriellt, för att få fram en neutral olja och kan säljas då som "olivolja". 
Enligt IOC:s regler får "pomaceolja/olja av olivrestprodukter" inte kallas för "olivolja". 

## Olivoljeprovning i butik
Det finns särskilda olivolje-butiker som specialiserat sig på olivolja, även i Sverige. Där kan man provsmaka sig fram och köpa favoritoljan. Vid provningen bör man neutralisera smaklökarna mellan proven. Rekommenderade medel är vanligt vatten, en bit bröd och förslagsvis äpple.